# De dame met de ledenpop

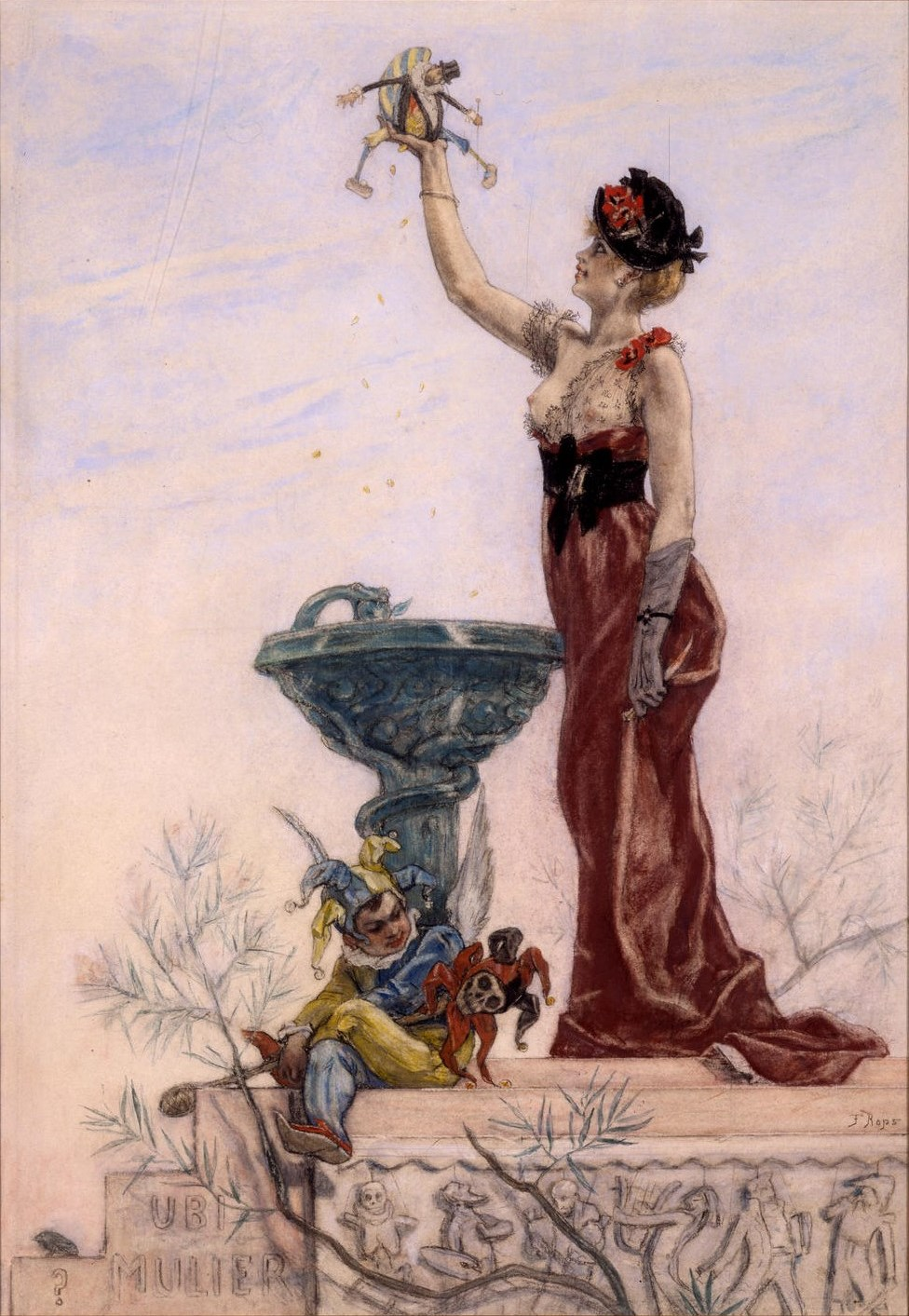
De dame met de ledenpop

De dame met de ledenpop (Frans: La Dame au pantin) is een schilderij van kunstschilder Félicien Rops. De aquarel is door de stijl van de fin de siècle met het symbolisme een keerpunt in het oeuvre van de kunstenaar. Het werk is een derde uit een reeks rond dit thema, met de twee eerdere werken Dame met ledenpop en waaier uit 1873 en Dame met ledenpop uit 1877.

## Geschiedenis
In 1885 werd het werk gemaakt door Félicien Rops als illustratie voor Son altesse la femme van Octave Uzanne.
In 1997 werd het schilderij aangekocht door het Erfgoedfonds van de Koning Boudewijnstichting. Het schilderij werd in permanent bruikleen gegeven aan het Musée Félicien Rops in Namen.

## Beschrijving
Het werk is geschilderd in de lijn van de fin de siècle, maar bevat veel symboliek en mythologische elementen waardoor het de kant op gaat van het symbolisme. Het schilderij beeldt de vrouwelijke dominantie uit met verknechting en vernedering van de man door de vrouw. Het toont een vrouw die in haar rechterhand een slappe (mannelijke) ledenpop met opengereten buik hoog houdt. In haar linkerhand houdt ze een bebloede dolk vast. Uit de wond van de pop vallen goudstukken, dat als symbool gebruikt wordt om de onfatsoenlijke relaties van mannen en vrouwen aan te duiden. Voor de vrouw staat het bekken van de erfzonde, waar omheen een slang kronkelt. Aan de voet van het bekken zit een nar met twee vleugels die een macabere zotskolf vasthoudt. De twee vleugels maken de nar tot een Eros, die echter een symbool voor de dood vasthoudt.
De vrouw, nar en het bekken staan op een verhoging met bas-reliëf, waarop Ubi Mulier? geschreven staat, hetgeen Waar is de vrouw? betekent. Deze vraag verwijst naar de aard van de vrouw.
In het schilderij bevat Rops meerdere (symbolische) marionetten: de mannelijke ledenpop als marionet van de vrouw, de vrouw als marionet van de duivel, de zotskop van de nar, marionetten in het bas-reliëf van de verhoging, evenals de man en vrouw beide als marionet van de duivel. Met elkaar verschillende elementen die de zwartgalligheid van het schilderij tot uitdrukking brengen.